# 7132 Casulli
7132 Casulli è un asteroide della fascia principale. Scoperto nel 1993, presenta un'orbita caratterizzata da un semiasse maggiore pari a 2,3083557 UA e da un'eccentricità di 0,2103825, inclinata di 5,50174° rispetto all'eclittica.
L'asteroide è dedicato all'astronomo italiano Vincenzo Silvano Casulli.